# 다케톤 아르미게룸
금갑개미(金甲蟻) 혹은 다케톤 아르미게룸(학명: Daceton armigerum)은 남아메리카 북부 도처에 분포하는 수목성 신열대구 개미이다. 이 개미는 어떤 다른 수목성 개미들이 보이는 대규모의 군체, 분산된 둥지, 동종간•이종간의 공격성, 영양적공동성, 한껏 젖힌 턱을 콱 다물어 먹이를 낚아채는 습성과 같은 몇 가지의 습성을 공유한다.

## 생태
이 개미는 복잡한 다형성 계급 체계를 가지고 있어, 작은 일개미들은 알, 애벌레, 번데기를 돌보며 큰 일개미들은 사냥, 사냥감 절단, 둥지 방어를 맡는다. 일개미의 비대한 큰턱은 덫과 같아서, 먹이를 잡기 위해 뒤로 젖히고 있다가 윗입술의 민감한 털에 먹이가 닿으면 한 순간에 확 다물어서 먹잇감을 죽인다. 일개미 계급의 다형성은 극적이며, 크기의 분포는 정규분포곡선을 따른다; 스스로 고도의 다형성을 띄는, 먹이를 모으는 일개미들은 군체 안에서 일하는 개미들보다 크다. 일개미들은 나무 위에서의 삶에 아주 훌륭하게 적응하여, 나무에서 떨어질 때 활강할 수도 있다.

## 서식지와 분포
이 개미는 남아메리카 북부 도처에 분포해 있으며 볼리비아, 브라질, 콜롬비아, 에콰도르, 프랑스령 기아나, 가이아나, 페루, 수리남, 트리니다드 토바고, 베네수엘라의 육지와 홍수림에 서식한다고 알려져 있다.
이 개미는 흔히 나무의 줄기나 가지에 딱정벌레 등의 다른 곤충이 파둔 구멍 안에 둥지를 짓는다. 한 군체에 다수의 여왕이 존재할 수 있으며, 다수의 둥지를 짓고, 개체수가 952,000까지 도달할 수 있는데 이는 1962년에 윌슨이 10,000마리 정도로 추산한 것보다 훨씬 많다. 날개 밑동이 남은 여왕이 발견된 적이 없기 때문에, 군체는 다수의 산란 가능한 여왕을 보유하는 것으로 보인다. 대부분의 개미 종류는, 둥지에 남아있거나 둥지로 돌아온 짝짓기하지 못한 여왕개미는 날개가 조각조각나서 밑동을 남긴다. 하지만 혼인 비행을 마친 여왕개미는 뒷다리로 날개를 깔끔하게 뗀다. 이는 날개 밑부분이 태생적으로 부실하게 자라나며, 대개 짝짓기의 징후가 보이면 본능적으로 날개를 곧잘 찢어버리기 때문에 가능한 것이다.
아르미게룸의 일개미들은 그들이 머무르는 나무의 가지의 끝에 위치한, 베짜기개미가 잎으로 지은 "병영" 둥지와 비슷한, 군체의 영역의 경계 밖의 작은 방에서 머무르기도 하며, 여기에는 나이든 일개미 밖에 없다.

## 먹이활동

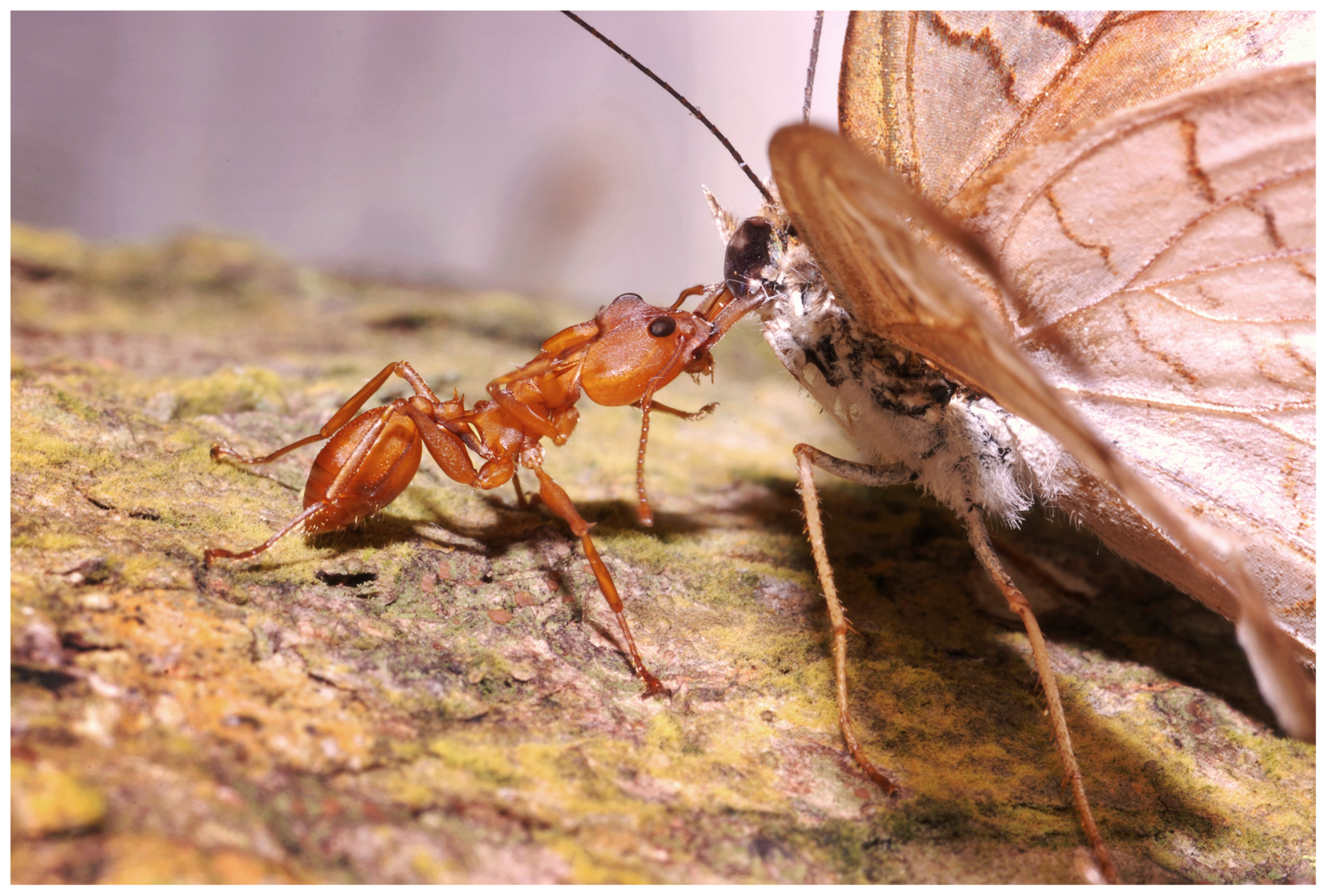
기다란 턱으로 네발나비과의 나비의 머리를 낚아챈 다케톤 아르미게룸의 일개미

이 개미의 일개미들은 일주일 이상 효력이 있는 독샘의 성분으로 만들어낸 냄새길 페로몬을 사용한다. 복부의 샘으로 만들어진 냄새길은 수명이 상대적으로 짧으며 동료들을 음식이 있는 장소로 불러모으는 데 사용하고, 항문상판의 샘은 15cm까지의 짧은 거리에 있는 음식에 대해 알릴 때 사용한다. 가까운 거리에서라면 시각적인 신호로도 일개미들을 불러모을 수 있다. 일개미들은 사냥할 때 시각에 의존하기 때문에 사냥영역에서는 낮에만 사냥하지만, 밤에도 둥지들 사이의 냄새길은 남아있기 때문에 집 주변에서는 밤낮없이 사냥할 수 있다.

### 사냥
일개미들은 낮에 사냥하는 시각적 포식자이다. 길다란 턱을 180°로 젖혀서 순식간에 먹이를 낚아챌 수 있으며, 단독으로 사냥하기에 큰 먹이는 여섯 마리까지 팀을 이루어 사냥한다. 일개미는 먹이를 턱으로 붙잡는 동안 먹잇감을 침으로 찌를 수 있다. 일개미의 독샘에는 피라진의 혼합물이 들어있다. 일개미는 집단 사냥, 사방에서 먹잇감을 낚아채는 전술을 통해 다양한 종류의 양서류를 포획할 수 있으며, 그 중 제일 큰 것은 일개미의 무게의 90배 가까이 나간다. 일개미들은 주로 둥지를 지은 나무의 가지에서 사냥한다. 일개미들은 시각으로 먹잇감을 포착하며 나방 따위의 먹잇감이 착륙하기 전에 전광석화와도 같이 움직여 먹잇감을 한 순간에 습격할 수 있다.

### 영양적공동성
일개미들은 노린재목에 속한 다양한 분류군, 예를 들어 깍지벌레과, 가루깍지벌레과, 뿔매미과, 아이타뿔매미과에 속한 곤충들을 보살핀다. 영양적공동성이 보고된 사례는 일개미가 깍지벌레에게 먹이를 청한 단 두 건 뿐이다. 하지만 수목성 개미는, 특히 군체가 큰 경우에는 사냥만으로는 충분한 먹이를 충당할 수 없으므로, 꽃밖꿀샘이나 줄기를 빠는 노린재류의 감로 등의, 식물에서 유래한 다양한 음식을 모을 수 있는 능력은 그야말로 기본 중의 기본이다. 아르미게룸이 영양적공동성 행위를 자주 할 수는 있겠으나, 이는 관찰자가 수관의 꼭대기에 접근하거나 초목이 적은 곳에 있는 군체를 찾아야 확인해볼 수 있을 것이다.

## 공격성
이 개미는 다른 군체의 개미에 대해 동종간, 이종간의 공격성을 보인다. 예를 들어 이 개미는 Dolichoderus bispinosus 와 나무를 공유하지 않으며 개미와 공생하는 케크로피아 옵투사 나무에 둥지를 짓기 위해 공격적인 아즈테카속의 개미들과 경쟁한다. 하지만 이 개미는 다른 신열대구의 개미들처럼 다른 수목성 개미의 큰 군체들과 흔히 나무를 공유한다. 사실 이러한 상황은 완전히 평화로운 상태는 아닌데, 아르미게룸의 일개미들은 나무를 공유하고 있을지라도 빈번하게 꼬리치레개미속의 일개미들을 죽이고 먹이를 훔쳐먹는데 이를 도식공생이라 일컫는다. 아즈테카속의 일개미들은 아르미게룸의 일개미들에게서 먹이를 빼앗아갈 때 방어용의 화합물을 사용하는데, 이 덕에 사정거리 안에 있을 때라도 공격당하지 않는다. 아즈테카속의 개미들은 쫓기게 되면 무조건 후퇴한다.

## 일개미의 변종
이 개미의 일개미의 형태적인 변형들은 앞가운데가슴등판의 형태, 이보다는 낮은 정도로 배자루마디, 앞배자루마디, 복부의 형태로 나타난다. 이러한 변형들은 다음과 같은 것들을 포함한다:
- 뒷부분의 가시는 두 갈래로 나뉘어있고, 앞부분의 가시는 위를 향하며 대형일개미의 경우는 끝부분이 휘어있고, 중소형 일개미는 그렇지 않다. 소형 일개미의 앞부분의 가시는 아주 짧고, 앞에서 보면 거의 흔적만 남아있지만 등에서 보면 뚜렷하다.
- 브라질과 페루에서 발견된 일개미들은 복부의 첫 번째 체절에 짧고 단순하고 누운 털이 나있지만, 대부분은 그 부위에 털이 없다.
- Humeral 가시는 작은 일개미의 경우 존재하지 않거나 굉장이 낮은 carinae를 이룬다. 중형, 대형 일개미의 경우 굵고 뾰족하다.
- 배자루마디 전면의 한 쌍의 돌기는 대형 일개미의 경우 도드라지게 발달하며, 소형 일개미의 경우 작달막하고 둥글둥글하다
- 대형 일개미는 가운데가슴등판 전면의 돌기가 짧으며 측면에서는 납작하다.
- 배자루마디 전면의 가시들은 길고, 서로 떨어져 오목하거나 끊어진 공간을 이룬다. 소형 일개미는 상대적으로 가시들이 작다.